# Salomè (Carmelo Bene)
Salomè è uno spettacolo teatrale del 1964 (riedito nel 1972 sia in versione scenica che filmica) diretto e interpretato da Carmelo Bene, rielaborazione personale tratta dall'omonima opera di Oscar Wilde. Il cast comprendeva, tra gli altri, Franco Citti (nelle vesti del Giovanni Battista) e Alfredo Leggi, allora ospiti del carcere mandamentale di Ceccano, e Alfiero Vincenti.

## Trama

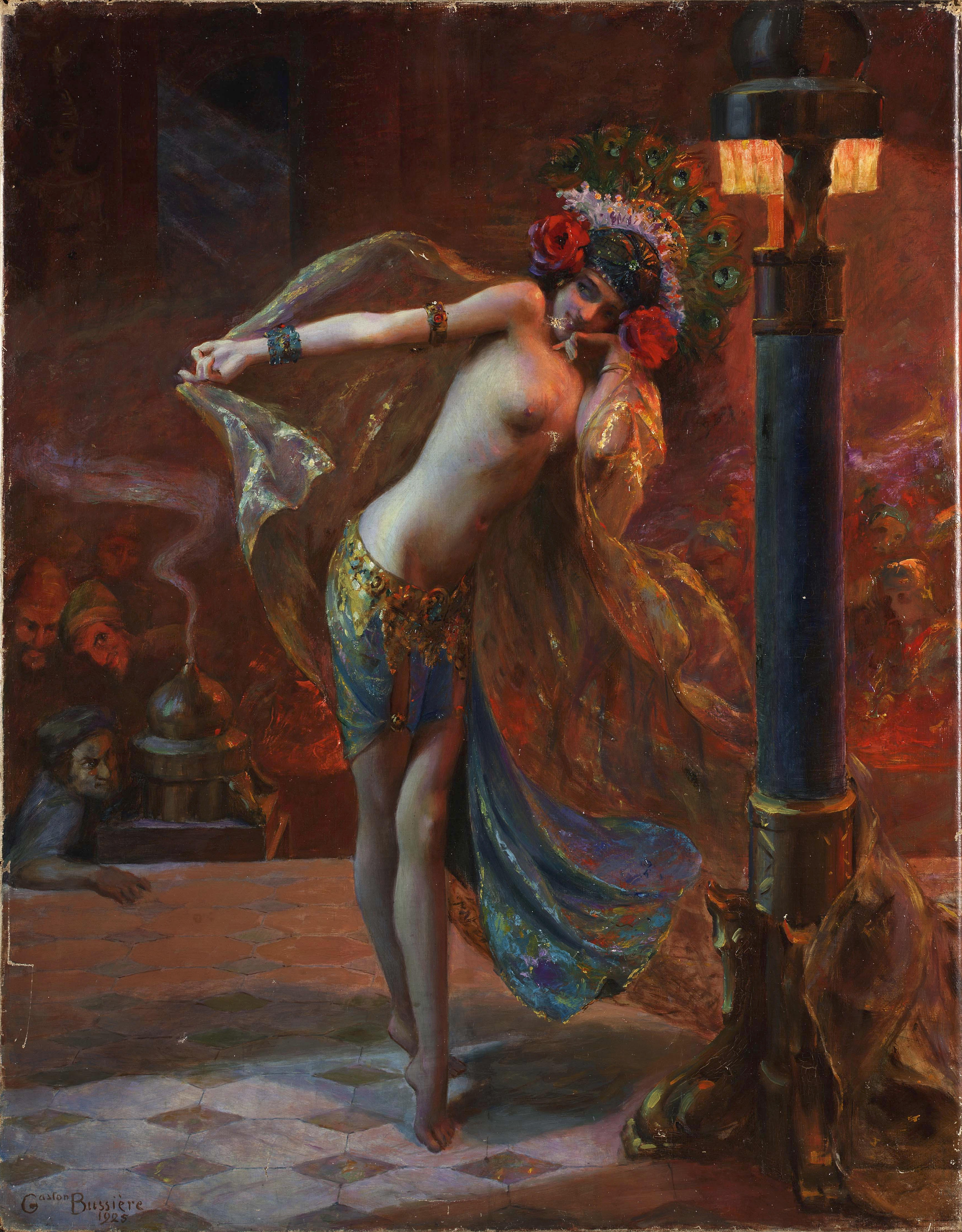
Salomè esegue la Danza dei Sette Veli

La vicenda è ambientata in Galilea, poco prima della morte di Gesù Cristo. Il profeta Giovanni Battista a causa delle sue invettive contro la nobiltà locale e contro il re Erode Antipa, viene imprigionato. Erodiade, sua figlia erede e Salomè, nipote di Erode vengono incuriositi dalle profezie di Giovanni Battista che, seppur gettato in carcere, non la smette di gridare le sue sentenze contro la lussuria e il peccato. Gesù nel frattempo viene processato dai Romani e crocifisso.
Nel frattempo nel palazzo reale, nessuno sa che Salomè, la corrotta principessa, manifesta un perverso desiderio sessuale nei confronti di Giovanni Battista. La donna, affascinata da quella bocca che pronuncia così possenti e forti frasi di coraggio, vorrebbe baciarla. Il Battista, venutolo a sapere, maledice anche Salomè, ma questa non si dà per vinta. Allora la principessa è pervasa da un oscuro e raccapricciante pensiero: far uccidere Giovanni Battista. Lo comunica ad Erode e alla madre Erodiade affinché Giovanni venga decapitato al più presto. L'esecuzione si svolge nella cella del Battista dove, non appena ucciso, Salomè viene presa da un raptus sessuale. La principessa in preda all'euforia inizia a danzare nel sangue di Giovanni Battista per poi raccoglierne la testa e baciarla appassionatamente sulla bocca. Erode, inorridito, ordina l'uccisione immediata di Salomè.

## Recensioni, critiche e reazioni

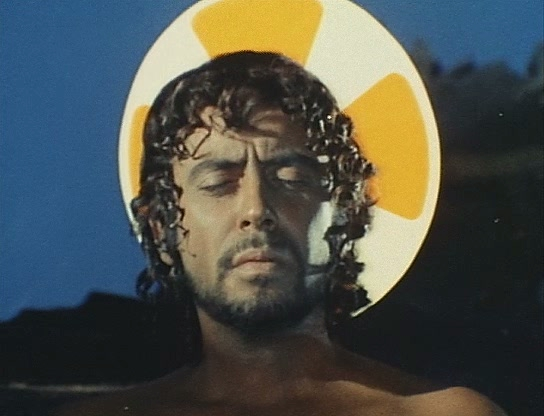
Carmelo Bene nella trasposizione cinematografica del 1972

Alberto Arbasino in Grazie per le magnifiche rose, scrisse:
"Questa geniale Salomè [...] [spacca] il pubblico in due, ma con la precisione di quelle reazioni chimiche tipo tornasole capaci di separare con una botta sola le mezze calzette da quelli che cercano di capire".
Ennio Flaiano scrisse (marzo-aprile 1964) parole elogiative sul dramma:
[Per...] un artista così personale, irritante, pigro, sbadato, acuto e iconoclasta come Carmelo bene [...] sia sulla strada giusta, benché la percorra in modo pericoloso [mettendo...] nel suo amore per il teatro una notevole mancanza di raziocinio, ed è per questo che i suoi spettacoli, persino al limite dell'indignazione, hanno qualcosa di impensabile e di affascinante [...] Nella sua regia, nelle sue invenzioni non c'è mai la preoccupazione della moda, figurarsi quella del pubblico. Ha il dono della sintesi ironica, lirica, spietata. in questa Salomè sa dare la corruzione dell'estetismo letterario e figurativo con pochi accenni, lasciando da parte la ricostruzione storica, le lusinghe dell'arredamento, il fasto cafone dei nostri registi [...] Quanto al pubblico [...] che ama tenersi al sodo e detesta la follia , una Salomè così conciata può fare l'effetto di uno scherzo insolente. Ma non è uno scherzo. Per intenderci meglio: detesto chi fa i baffi alla Gioconda, ma non ho niente da dire a chi la prende a pugnalate.
Il Borghese riporta invece parole indignate e critiche:
"Dinanzi a personaggi come Carmelo Bene e come Franco Citti nulla può la critica teatrale. Debbono intervenire i carabinieri. E non bisogna aspettare che vilipendano la Religione o prendano a calci i lavoratori, per procedere al loro arresto; bisogna soltanto accertarsi della loro identità e metterli in galera, perché oltraggiano il buon gusto, nuocciono all'igiene pubblica, deturpano il paesaggio".
Anche Giuseppe Patroni Griffi fa eco in qualche modo a Il Borghese, considerando la Salomè di Bene un oltraggio al buon nome del teatro italiano. Il Times di Londra, al contrario, riporta parole elogiative.
Alla rappresentazione di questa Salomè, in platea c'era anche Enzo Tortora, uno dei pochi presenti secondo Giuliana Rossi a deprecare lo spettacolo, definendolo snobbismo da intellettuali.

## Edizioni
Teatro:
- Salomè, di Oscar Wilde. Con R. B. Scerrino, A. Vincenti, F. Citti. Costumi di Carmelo Bene. Scene di S. Vendittelli. Roma, Teatro delle Muse (1964).
- Salomè, di Oscar Wilde (II edizione). Roma, Teatro Beat 72 (1967).

Radio:
- 1975 – Salomè da Oscar Wilde

Cinema:
- Salomè (1972), lungometraggio (80'). Con Carmelo Bene, Lydia Mancinelli, Alfiero Vincenti, Donyale Luna, Veruschka von Lehndorff, Piero Vida, Franco Leo, Giovanni Davoli. Musiche: Brahms, 'Ein Deutsches Requiem'; Schubert, 'Sinfonia "Incompiuta"'; Sibelius, 'Valse Triste'; R. Strauss, 'Danza dei sette velì.